# سرخ‌برگه
سرخ‌برگه ، بنت کنسول، بنت قنسول، پوینستیا، یا گل کریسمس (نام علمی: Euphorbia pulcherrima) گیاهی از خانواده فرفیونیان است. بنت کنسول یک گیاه بسیار مهم از نظر تجاری است و از گونه‌های بومی کشور مکزیک است. این گیاه به دلیل برگ‌های سبز و قرمز خود و استفاده فراوان در تزئینات کریسمس بسیار مشهور است.
سرخ‌برگه یک بوته یا درختچه است که ارتفاع آن به ۶۰ سانتی‌متر تا ۴ متر می‌رسد. داری برگ‌های سبز تیره رنگ بوده که طول آن‌ها بین ۷ تا ۱۶ سانتی‌متر است. برگکهای آن، که معمولاً قرمز تیره هستند اما می‌توانند نارنجی، سبز تیره و روشن، شیری، صورتی، سفید یا مرمری باشند، به جهت رنگ و دسته‌بودن غالباً به جای گلبرگهای گل اشتباه گرفته می‌شوند. گل‌های سرخ‌برگه کوچک و معمولاً زرد رنگ هستند و در میان گروه‌های برگی قرار دارند.

## ویژگی‌ها
گل این گونه سفید رنگ است، ولی ازآنجاکه در میان برگ‌هایی به رنگ سرخ، سفید، عنابی و گاهی صورتی مخفی است، این گل‌های کوچک سفید، جلب توجه نمی‌نماید و تصور می‌کنند همین برگ‌های سرخ در واقع گل اصلی هستند.

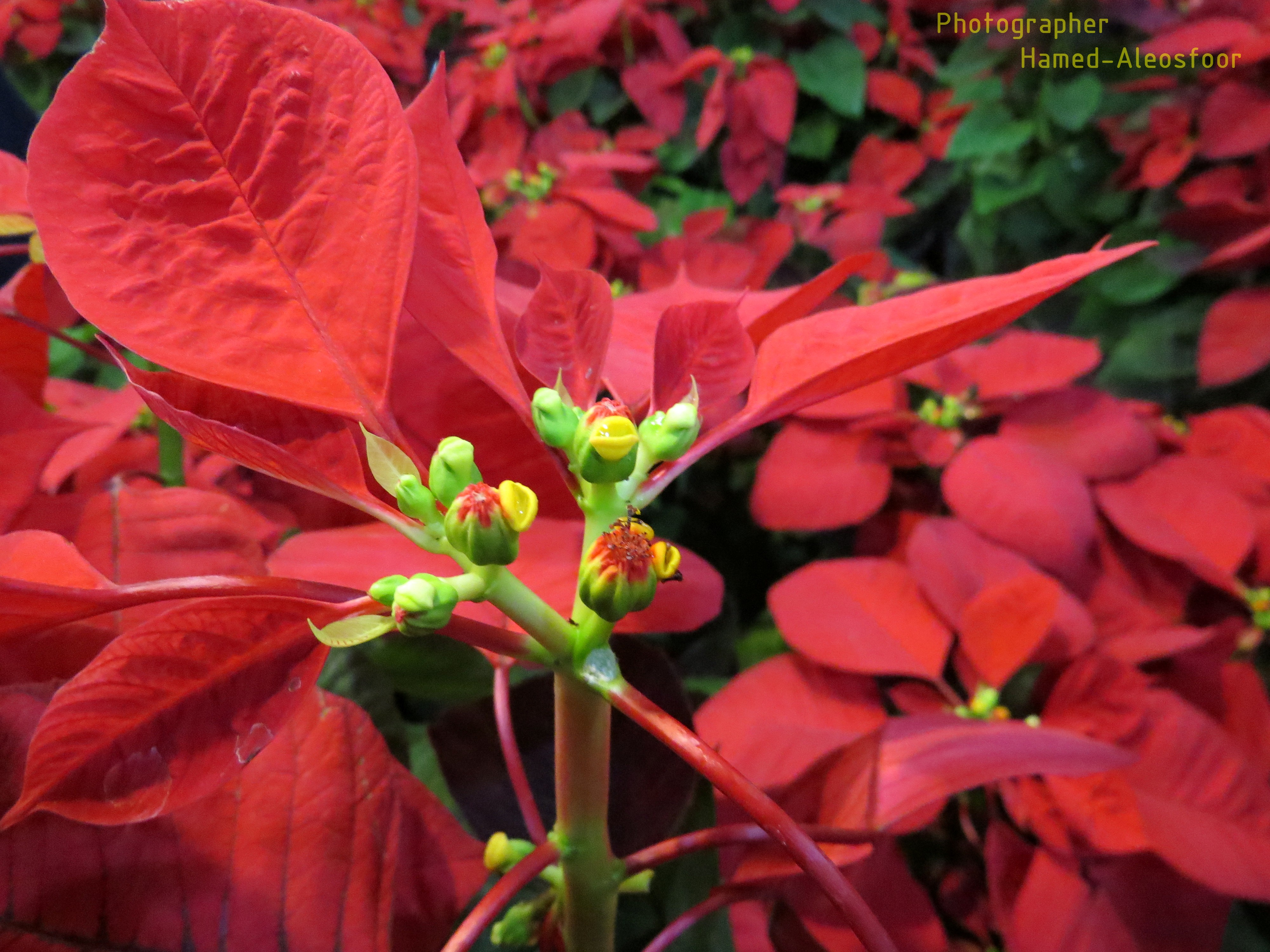

این گونه به نور قابل توجهی نیاز دارد، پایداری زیبایی این گل منوط به نور زیاد است. این گل به آب فراوان نیازمند نیست، پس نباید با میزان آب‌دهی، گل را بیمار کرد. در صورت آب‌دهی زیاد باید خاک گل را تعویض کرد. به هیچ وجه نباید به گل زیاد آب داد زیرا این کار ریشه را می پوساند و گل را نابود می‌کند.
این گونه در پاییز گل دادن را آغاز می‌کند و کل زمستان نیز گل‌هایش را حفظ می‌نماید ولی اگر شرایط آب و هوایی را برایش نامساعد کنید، شروع به ریزش خواهد کرد.
محیطی که برای این گل مناسب است، گرم و اندکی مرطوب است، ولی اگر محیط بیشتر از نیاز گرم باشد، گل دهی به تأخیر می‌افتد. اردیبهشت و تیر وقت مناسبی برای قلمه زدن گیاه است. برای داشتن گل‌های بزرگ و محکم باید از بوته‌های قوی و سالم برای قلمه زدن استفاده کرد.

## باورهای فرهنگی و مذهبی
آزتک‌ها از این گیاه برای رنگرزی و درمان تب استفاده می‌کردند. امروزه در مکزیک و گواتمالا آن را به نام گل شب کریسمس می‌شناسند. در اسپانیا آن را گل عید پاک می‌نامند و در شیلی و پرو به نام تاج کوه‌های آند شناخته می‌شود. در ترکیه به علت علاقه بسیار آتاتورک به این گیاه، آن را گل آتاتورک می‌نامند. در انگلیسی نام این گیاه از نام نخستین سفیر ایالات متحده در مکزیک، جوئل رابرت پوینست، گرفته شده چرا که او کسی بود که در سال ۱۸۲۵ این گیاه را به آمریکا معرفی کرد. در عربی آن را بنت القنصل، به معنای دختر کنسول، می‌شناسند که اشاره به همان سفیر آمریکا در مکزیک دارد.
رابطه این گیاه با کریسمس به قرن ۱۶ میلادی در مکزیک برمی‌گردد، جایی که افسانه‌ها داستان دختری به نام پِپیتا یا ماریا را نقل می‌کنند که به علت فقر نمی‌توانست هدیه‌ای برای شب تولد مسیح تدارک ببیند، او به واسطه الهامی که از فرشتگان گرفته بود، گیاهان هرز کنار جاده را جمع کرد و به عنوان پیشکش در جلوی محراب کلیسا قرار داد. معجزه‌ای رخ داد و شکوفه‌های قرمز از میان گیاه رشد کردند و علف‌ها به سرخ‌برگه مبدل شدند. از قرن ۱۷ میلادی فرانسیسکویی‌ها در مکزیک شروع به استفاده از این گیاه برای تزیینات جشن کریسمس کردند. امروزه در آمریکای شمالی، سرخ‌برگه به گستردگی در تزیینات کریسمس منازل، کلیساها، دفاتر و فروشگاه‌ها به کار برده می‌شود. در ایالات متحده آمریکا روز ۱۲ دسامبر روز ملی سرخ‌برگه است.